# Palác pod glóbusem
Palác pod glóbusem je významná novobarokní stavba ve Štětíně na Náměstí Bílého Orla 2. Stojí na jeho západní straně poblíž pomníku Bílého Orla. Palác byl vystavěn v 19. století. Od roku 2010 slouží coby sídlo Akademie umění. Stavba je od 17. května 1976 chráněna jako kulturní památka.

## Dějiny
Původní palác nechal postavit pruský úředník Philipp Otto von Grumbkow v letech 1724–1725. Budova byla postavená podle návrhu francouzského architekta Piotra de Montarque. Sochařskou výzdobu provedl královský dvorní umělec Johann Georg Glume. Palác byl barokní stavbou s reprezentativní fasádou rozdělenou pilastrmi.
V roce 1759 se v tomto paláci narodila princezna Žofie Dorota Württemberská (později carevna Marie Fjodorovna, manželka cara Pavla I.). V roce 1782 koupil palác štětínský obchodník Friedrich Wietzlow. Budova patřila jeho dědicům až do roku 1890, když dalším majitelem se stala pojišťovna „National“ (Allgemeine Versicherungs-Aktiengesellschaft „National”). Stavba byla zbořena a na jejím místě byla v letech 1890–1891 postavena nová podle návrhu berlínského architekta Franza Wichardsa.
Během druhé světové války bylo staré město téměř úplně zničeno, ale budova přežila válku bez poškození. V letech 1957–1970 i 1993–2002 v paláci sídlila Lékařská střední škola. Dnes je budova sídlem Akademie umění.